# Religião na Eslovênia

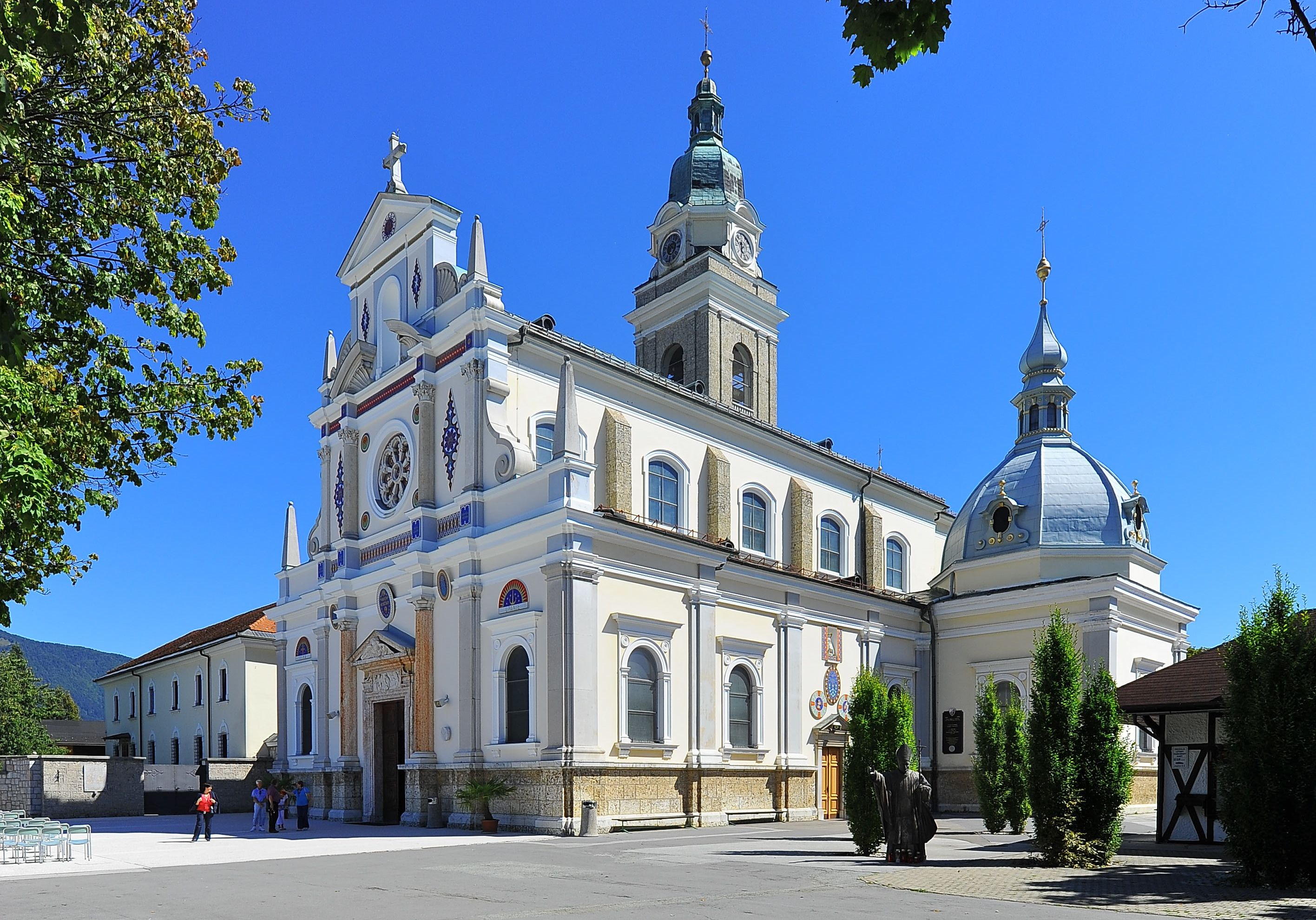
A Basílica da Virgem Maria em Brezje, também conhecida como Santuário Nacional Esloveno, é o local de peregrinação católica mais visitado da Eslovênia.

A Eslovênia é um país laico, com religião predominantemente cristã, sendo que a Igreja Católica na Eslovênia é a maior denominação. Segundo o censo de 2002, 61,1% da população era adepta do cristianismo, e 32,9% não tinha religião no nesse mesmo ano.

## Religião na Eslovênia em 2002
| Religião                 | Número de seguidores | %     |
| ------------------------ | -------------------- | ----- |
| Catolicismo              | 1.135.626            | 57,8% |
| Evangelicalismo          | 14.736               | 0,8%  |
| Outros protestantes      | 1.399                | 0,1%  |
| Ortodoxos                | 45.908               | 2,3%  |
| Outros cristãos          | 1.877                | 0,1%  |
| Islamismo                | 47.488               | 2,4%  |
| Judaísmo                 | 99                   | 0,01% |
| Religiões orientais      | 1.026                | 0,1%  |
| Outras religiões         | 558                  | 0,01% |
| Agnósticos               | 271                  | 0,01% |
| Crentes mas sem religião | 68.714               | 3,5%  |
| Não crentes e ateus      | 199.264              | 10,1% |
| Sem resposta             | 307.973              | 15,7% |
| Não sabem                | 139.097              | 7,1%  |
| Total                    | 1.964.036            | 100%  |